# Hanna Klarenbeek

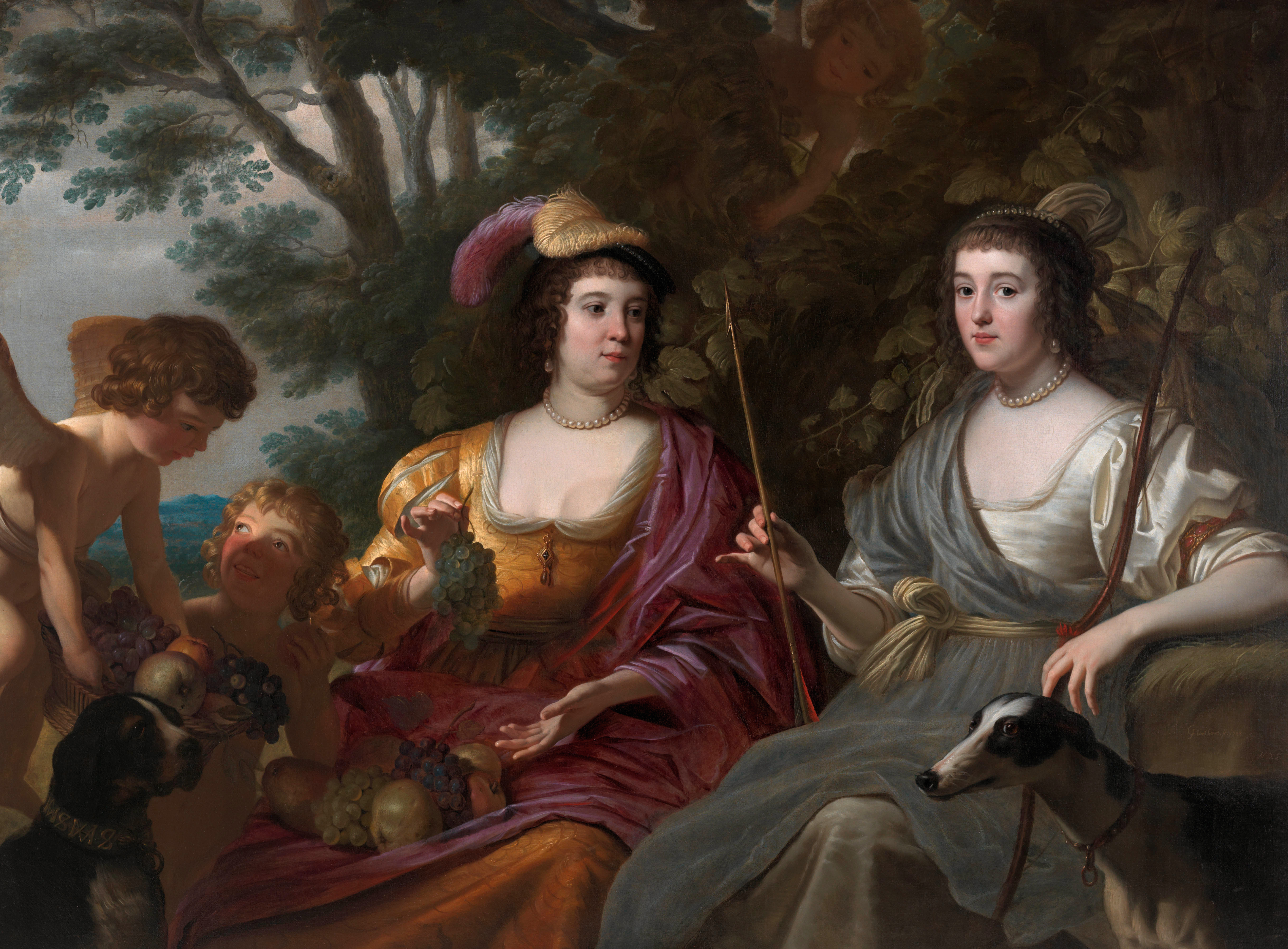
Amalia van Solms en Charlotte de la Tremoille als de Romeinse godinnen Diana en Ceres

Hanna Klarenbeek (1981) is een Nederlands kunsthistoricus en conservator. Klarenbeek heeft zich gespecialiseerd in kunst uit de 19e eeuw en schreef daarover meerdere publicaties.

## Loopbaan
Na afronding van haar studie kunstgeschiedenis aan de Universiteit Utrecht (2004) was Klarenbeek een aantal jaren projectmedewerker bij het Rijksbureau voor Kunsthistorische Documentatie en assistent-conservator bij de Instituut Collectie Nederland. In 2012 promoveerde ze aan de Utrechtse universiteit op haar onderzoek Penseelprinsessen & broodschilderessen: vrouwen in de beeldende kunst 1808-1913. De dissertatie werd genomineerd voor de Jan van Gelderprijs 2012 en Karel van Manderprijs 2015 en werd in boekvorm uitgebracht. Klarenbeek verzorgde in haar promotiejaar als gastconservator een dubbeltentoonstelling rond 'Penseelprinsessen' bij De Mesdag Collectie en Paleis Het Loo.
In de periode 2011 tot 2015 was ze als docent verbonden aan de Radboud Universiteit en de Universiteit van Amsterdam. In 2015 werd Klarenbeek bij Paleis Het Loo aangenomen als conservator schilderijen, tekeningen en prenten. In haar eerste jaar als conservator was ze verantwoordelijk voor de aanschaf van een dubbelportret van Amalia van Solms en Charlotte de la Tremoille, geschilderd door Gerard van Honthorst.

## Enkele publicaties
- Gerrit Komrij, Hanna Klarenbeek en Victor Arwas (2005) Félicien Rops : de schone en het beest. Warnsveld: Terra. ISBN 9789058973306
- Hanna Klarenbeek (2006) Naakt of bloot: Vrouwelijk naakt in de negentiende eeuw, Arnhem: Terra. ISBN 90-5897-509-6
- Hanna Klarenbeek en Ron Dirven (2008) Schilders van Dongen. Schiedam: Scriptum Art. ISBN 978-90-5594-597-9
- Hanna Klarenbeek (2012) Penseelprinsessen & broodschilderessen: vrouwen in de beeldende kunst 1808-1913. Uitgeverij Thoth, Bussum. ISBN 978-90-6868-588-6
- Hanna Klarenbeek en Egge Knol (2017) Albarta ten Oever (1772-1854) : een vrouw in de kunst. Groningen: Groninger Museum. Geschreven ter gelegenheid van de gelijknamige tentoonstelling in het Groninger Museum.
- Hanna Klarenbeek (2019) "Kunstenaressen en koninginnen : Thérèse Schwartze, Georgine Schwartze en Lizzy Ansingh en hun relatie met het hof", in Jaarboek Oranje-Nassau Museum 2019, p. 92-121.
- Hanna Klarenbeek (2020) "'High working and high living’: The Dutch portraitist Thérèse Schwartze (1851-1918) in Paris", in: Oud Holland: Journal for Art of the Low Countries, Volume 133, Issue 1, pp. 33-64.
- Bijdragen aan het Digitaal Vrouwenlexicon van Nederland over onder anderen Johanna Aleida Budde, Sientje van Houten, Henriette Knip, Albarta ten Oever, Maria Margaretha van Os en Petronella van Woensel.[5]